# 田占义
田占义（1943年—2020年2月18日）是中華人民共和國评书艺术家，隸屬於中国铁路文工团。
早年师从王世臣学习相声，后拜袁阔成为师学说评书。1968年曾向李鑫荃学习短篇评书。其代表作為《秘密列车》、《虎门销烟》、《林祥谦》、《古城锄奸》、《民国风云》（1991）、《夕照紫禁城》（1993）、《古今通鉴》及《李自成》（二百回）等多部中长篇评书。2000年後，田占义逐渐淡出，在2017年，他曾受邀重表演长篇评书《三言二拍》。
田占义因急性心肌梗死，于2020年2月18日10:50在北京301医院去世，享年76岁。